# نزع البيورين

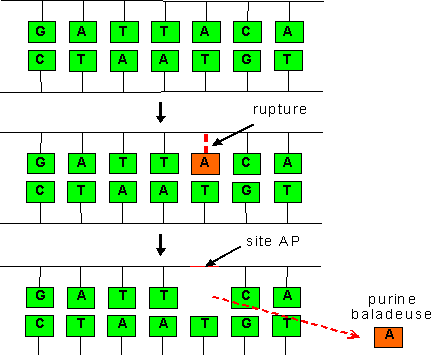
أثناء نزع البيورين (ونزع البيريميدين)، تنكسر الرابطة بين القاعدة والعمود الفقري لسلسة الدنا، وهو ما يحرر القاعدة ويترك شذوذا في البنية (موقعا فارغا) يسمى موقع AP.

نزع البيورين (بالإنجليزية: Depurination)‏ هو تفاعل كيميائي لبيورين ريبونوكليوسيد منقوص الأكسجين (أدينوسين منقوص الأكسجين، غوانوسين منقوص الأكسجين) أو لبيورين ريبونوكليوسيد (أدينوزين، غوانوزين) يتم فيه قص الرابطة الغلوسيدية من نوع β عن طريق حلمأتها وينتج عن ذلك قاعدة (غوانين أو أدينين) وسكر الريبوز أو الريبوز منقوص الأكسجين. تتعرض المركبات المعقدة التي تحوي على نوكليوسيدات، نوكليوتيدات، وأحماضا نووية لعملية نزع البيورين كذلك. النوكليوسيدات منقوصة الأكسجين ومشتقاتها أكثر عرضة لنزع البيورين من الريبونوكليوسيدات. فقدان قواعد البيريميدين (سايتوسين، غوانين) يظهر بنفس الآلية لكن بتواتر أقل .
يؤدي حدوث نزع البيورين في الدنا إلى تشكل موقع منزوع البيورين وينتج عنه تغير في البنية . تُقدِّر دراسات حدوث 5000 عملية نزع بيورين كل يوم في خلية بشرية نموذجية. أحد الأسباب الرئيسة لنزع البيورين في الخلايا هو تواجد مستقلبات داخلية المنشأ تخضع لتفاعلات كيميائية، يتم ترميم مواقع AP بفعالية في جزيئات الدنا مزدوجة السلاسل بواسكة مسارات عملية ترميم استئصال القاعدة (BER). سلاسل الدنا المنفردة المتعرضة لنزع البيورين والتي تخضع لعميلة التضاعف يمكن أن تقود إلى طفرات وذلك لغياب المعلومة من السلسلة المكملة، يمكن لعملية الترميم (BER) أن تضيف قاعدة خاطئة لموقع AP ما ينتج عنه إما طفرة تحول أو تبدال. 
يُعرف نزع البيورين بأنه يلعب دورا رئيسيا في بداية الإصابة بالسرطان. 
نزع الأمين بالحلمأة أحد أنواع الأضرار الرئيسية للدنا القديم في مادة المستحاثة أو المستحاثة الجزئية وذلك لأن القاعدة تبقى من دون ترميم، وينتج عن هذا كلٌّ من فقدان المعلومة (تسلسل القواعد) وصعوبات في إصلاحها ومضاعفة الجزيئات المتضررة صناعيا بواسطة تفاعل البوليميراز المتسلسل.

## كيمياء التفاعل
نزع البيورين ليس نادرا لأن البيورين مجموعة مغادرة جيدة عبر N9-نيتروجين (أنظر بنية البيورين). كذلك المصاوغ الكربونيلي متفاعل بشكل خاص مع الاستبدال المحب للنواة (ما يجعل الرابطة كربون-أكسجين أقصر، أقوى وأكثر قطبية، في حين يجعل الرابطة كاربون-بيورين أطول وأضعف). وهذا يجعل الرابطة حساسة بشكل خاص للحلمأة.
في الاصطناع الكيميائي لقليلات النوكليوتيد، يمثل نزع البيورين أحد العوامل الرئيسية التي تحد من طول قليلات النوكليوتيد المصنعة. 